# Modem

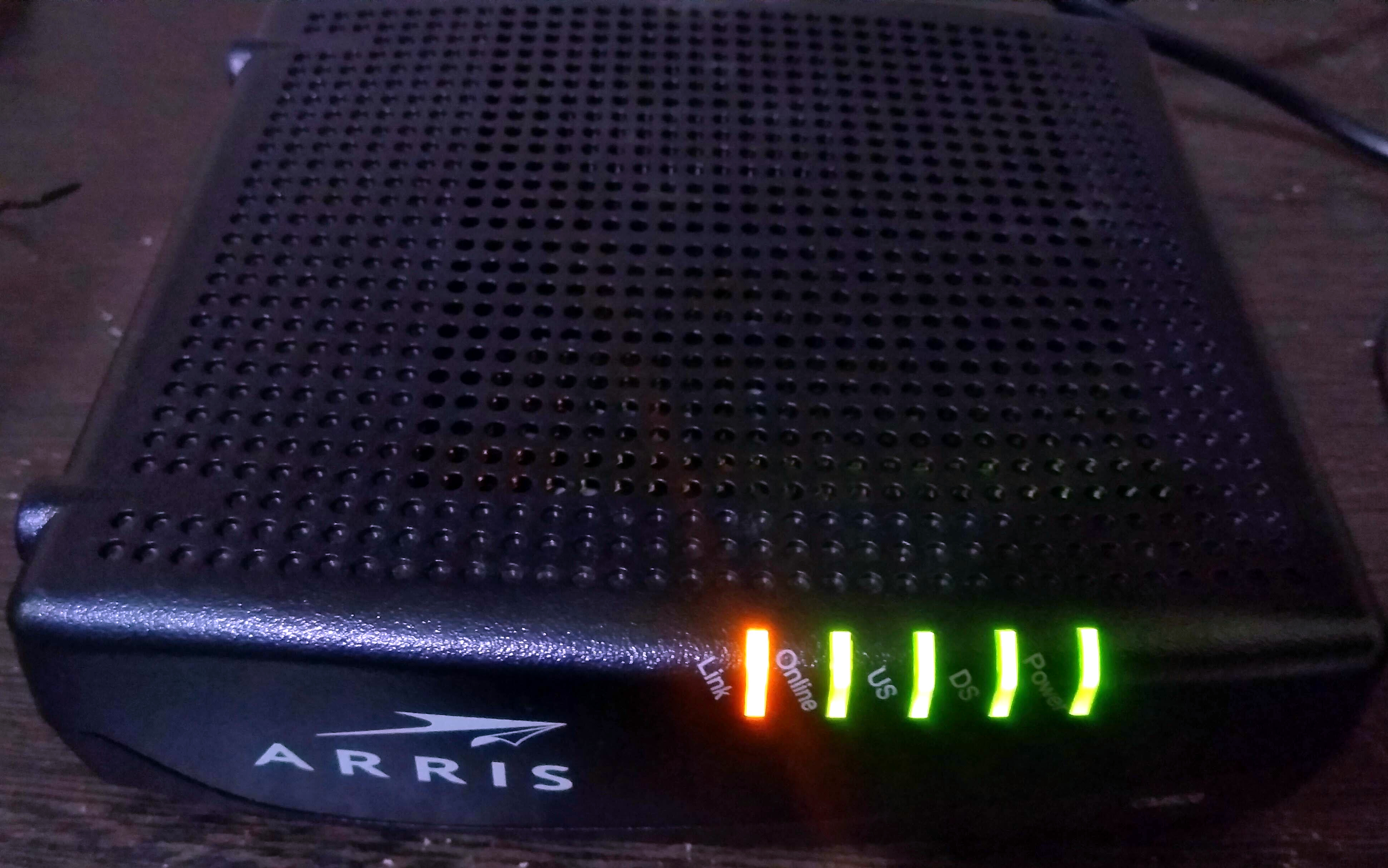
ARRIS CM820B DOCSIS Cable Modem

Modem    (viết tắt từ modulator and demodulator) hay bộ điều giải, là một thiết bị điều chế sóng tín hiệu tương tự để mã hóa dữ liệu số, và giải điều chế tín hiệu mang để giải mã tín hiệu số. 
Một ví dụ quen thuộc nhất của modem băng tần tiếng nói là chuyển tín hiệu số '1' và '0' của máy tính thành âm thanh mà nó có thể truyền qua dây điện thoại của Plain Old Telephone Systems (POTS), và khi nhận được ở đầu kia, nó sẽ chuyển âm thanh đó trở về tín hiệu '1' và '0'. Modem thường được phân loại bằng lượng dữ liệu truyền nhận trong một khoảng thời gian, thường được tính bằng đơn vị bit trên giây, hoặc "bps".
Người dùng Internet thường dùng các loại modem nhanh hơn, chủ yếu là modem cáp đồng trục và modem ADSL. Trong viễn thông, "radio modem" truyền tuần tự dữ liệu với tốc độ rất cao qua kết nối sóng viba. Một vài loại modem sóng viba truyền nhận với tốc độ hơn một trăm triệu bps. Modem cáp quang truyền dữ liệu qua cáp quang. Hầu hết các kết nối dữ liệu liên lục địa hiện tại dùng cáp quang để truyền dữ liệu qua các đường cáp dưới đáy biển. Các modem cáp quang có tốc độ truyền dữ liệu đạt hàng tỉ (1x109) bps.